# Eldetalschule

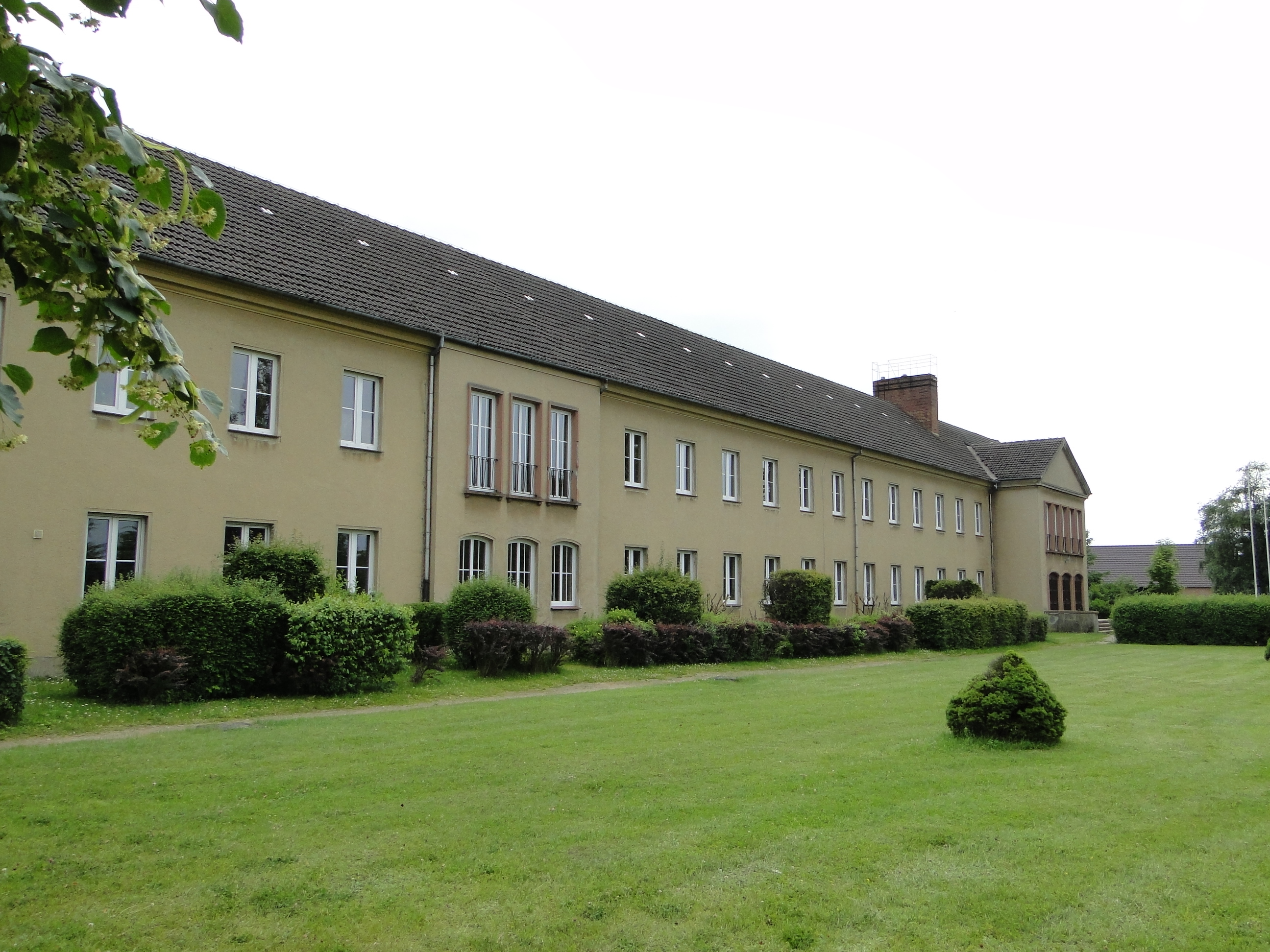
Schule in Domsühl

Die Eldetalschule, auch Regionale Schule mit Grundschule Domsühl, ist eine ehemalige Polytechnische Oberschule in  Domsühl. Heute ist sie eine Regionalschule mit Grundschule.
Die Grundsteinlegung erfolgte 1955. Noch innerhalb der zweijährigen Bauzeit schaffte die Volksbildung der DDR das Achtklassensystem ab. Der Neubau wurde damit am 6. Oktober 1957 als zehnklassige Polytechnische Oberschule eingeweiht.
1959 erfolgte die Einweihung der Turnhalle und zwei Jahre später die Fertigstellung des Lehrschwimmbeckens. Bis 1965 gab es einen Internatsbetrieb für die Klassen 9 und 10 für auswärtige Schüler. Erste Erweiterungsbauten waren Baracken, die vorher als Bauunterkunft gedient hatten und noch heute als Essenausgabe, Werkraum und Jugendclub dienen. Die nächste provisorische Erweiterung war ein Container, der vorher dem Gymnasium Crivitz gehört hatte. Die Schule wurde 1999 Halbtagsschule, 2006 Ganztagsschule. Eine bauliche Erweiterung fand dabei nicht statt. Die Schule steht unter Denkmalschutz.
Der aktuelle Schulleiter (Stand 2021) ist Bernd Weimer. Momentan sind acht Lehrer in dem Bereich der Regionalschule angestellt, die durch sieben Lehrkräfte im Grundschulteil ergänzt werden. Die Schule besteht aus mehreren Bauteilen, auf die die Klassen verteilt sind.